# Abraham Brueghel
Abraham Brueghel, född 1631 i Antwerpen, död 1690 i Neapel, var en flamländsk målare, verksam i Rom och Neapel. Han var son till Jan Brueghel den yngre. 
Brueghel utförde främst stilleben med blomstermotiv. Han uppehöll sig mestadels i Italien. Nationalmuseum har en av hans målningar, Flicka, som tar ned en druvklase.

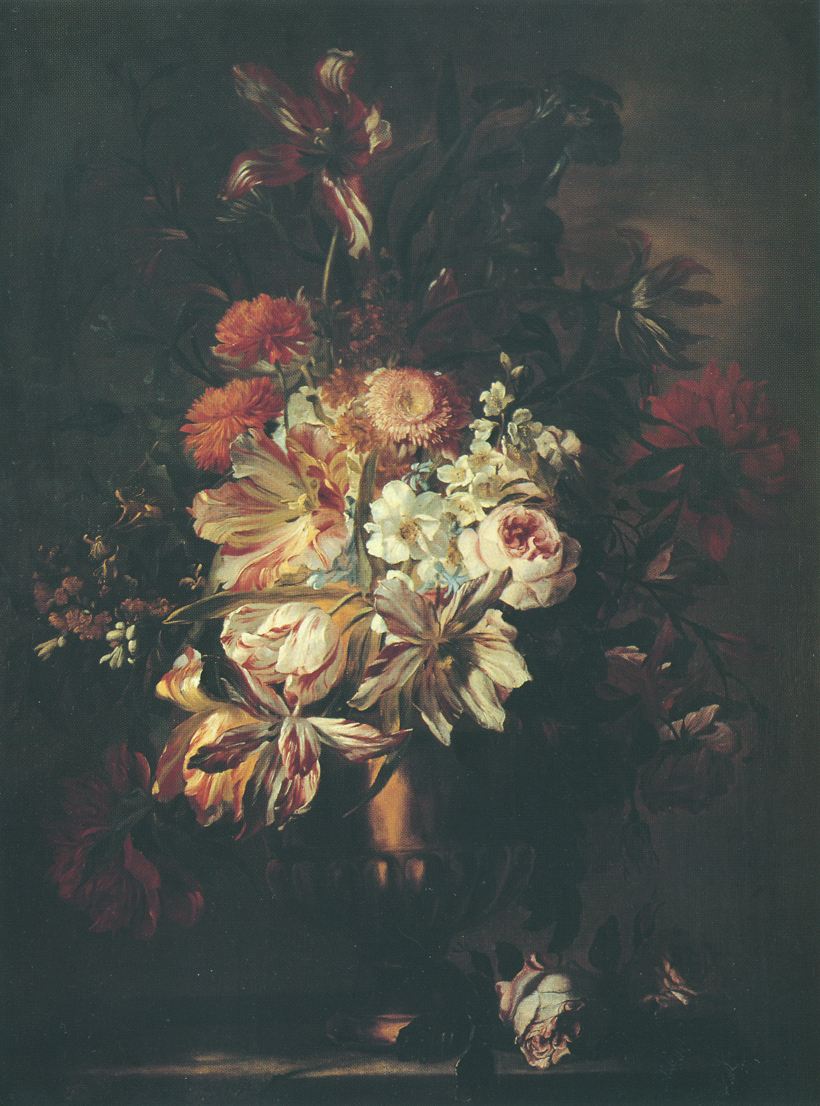
Målning av Abraham Brueghel.

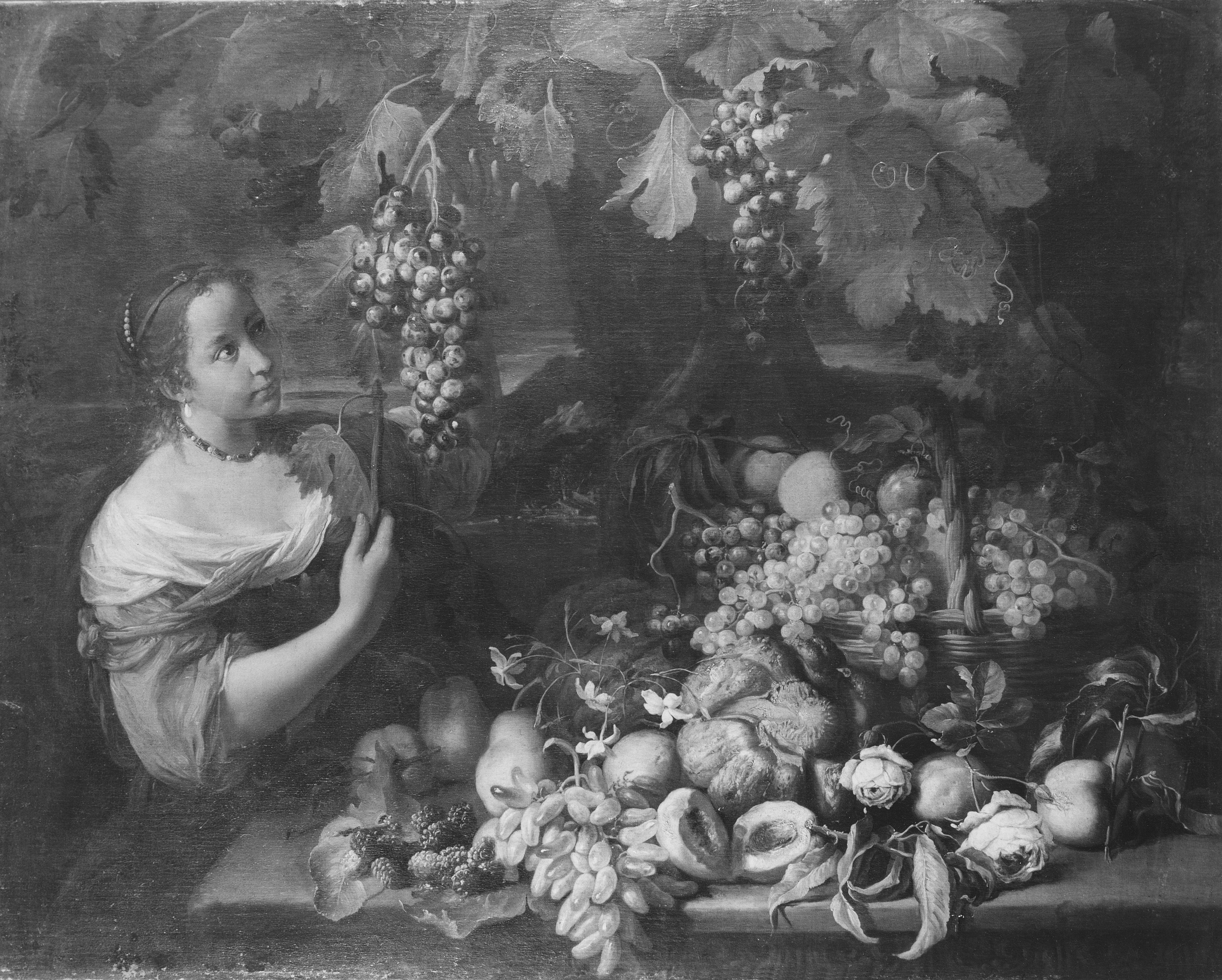
Flicka, som tar ned en druvklase och stilleben med frukt, olja på duk, 110 x 142 cm. Nationalmuseum, Stockholm.